# Jotunheimen
La Jotunheimen (Pronunciació en noruec:ˈjuːtʉnˌhæɪmən, la llar dels gegants) és una serra amb prop de 3.500 km² de longitud situada al sud de Noruega, formant part de la gran serralada dels Alps Escandinaus. Les 29 muntanyes més altes de Noruega es troben totes a la Jotunheimen, incloent el cim més alt, el Galdhøpiggen, de 2.469 msnm. Jotunheimen s'estén a banda i banda de la frontera entre els comtats d'Oppland i Sogn og Fjordane.

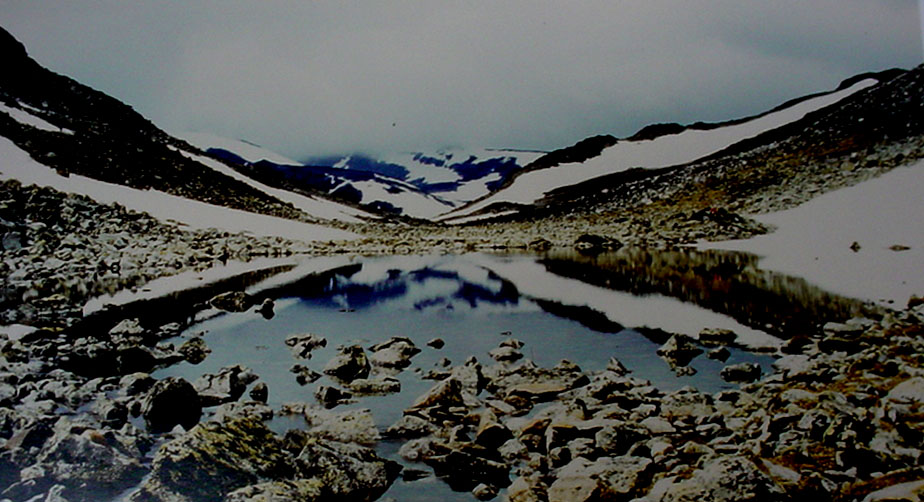
Entre el Glittertinden i el Galdhøpiggen.

La Jotunheimen conté el Parc Nacional de Jotunheimen, que es va establir el 1980 i té una superfície de 1.151 km². La serra d'Hurrungane - formant part de la Jotunheimen - també es troba a l'interior del parc nacional amb els pics més inaccessibles de la Jotunheimen. Al costat de la frontera del parc es troba la Reserva Natural d'Utladalen, que cobreix la vall i la muntanya de Falketind, entre d'altres.
Jotunheimen és molt popular entre els excursionistes i escaladors, i l'Associació Noruega de Muntanya manté una sèrie de refugis de muntanya a la zona, així com senders senyalitzats que discorren entre les cases de camp i altres que es troben fins a alguns dels pics.

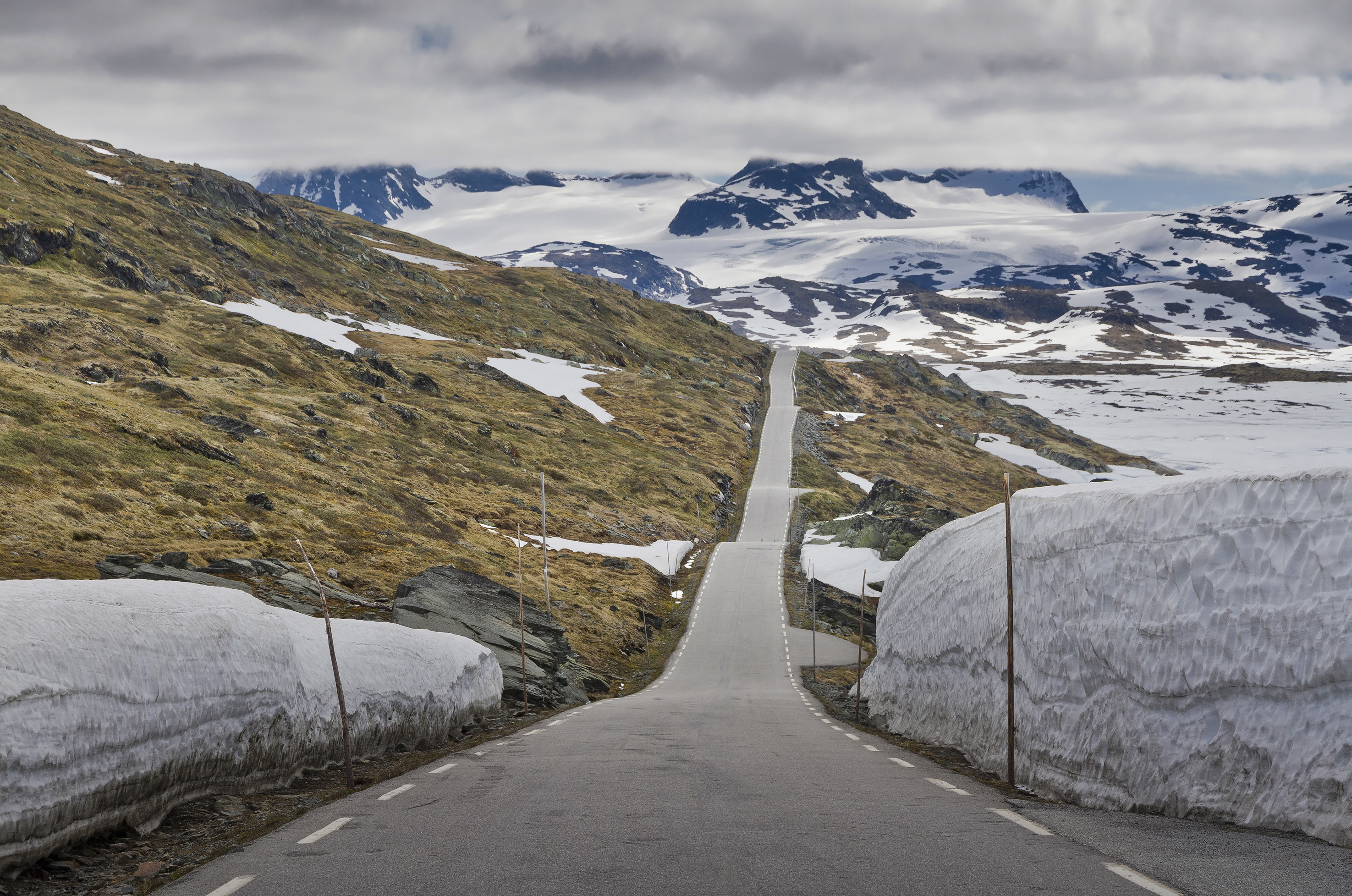
La carretera FV 55 travessa la Jotunheimen. Vista prop de Sognefjell.

La imatge des de Gjende mostra un penya-segat arrossegant cap avall al llac. A la seva base hi ha una casa d'hostes popular anomenada Memurubu. La imatge està presa des de Gjendesheim, un punt de partida per anar d'excursió a la serra. Hi ha un sender molt popular al llarg de la cresta de Besseggen, que segueix la cadena muntanyosa per la dreta.
Hi ha una carretera turística nacional, la Ruta de la Sognefjell, que va de Skjolden a Lom. També hi ha un altre camí, el RV 51, que va de Gol fins a Vågå per la zona especial de Valdresflya.
Originalment no hi havia un nom comú d'aquesta àmplia serralada, però l'any 1820 el geòleg i alpinista noruec Baltazar Mathias Keilhau (1797-1858) va proposar el nom de Jotunfjeldene "les muntanyes dels gegants" (inspirat en el nom alemany Riesengebirge). Això va ser canviat posteriorment a Jotunheimen pel poeta Aasmund Olavsson Vinje el 1862. Aquest nom va ser inspirat directament pel nom de Jötunheimr en la mitologia nòrdica.
La serralada també té importància arqueològica, ja que a l'agost del 2006 s'hi va trobar una sabata de cuir que els arqueòlegs estimen que es va fer entre el 1800 i el 1100 abans de Crist, sent així l'article de roba més antic descobert a Escandinàvia. Va ser descobert juntament amb diverses fletxes i una pala de fusta, el que porta als arqueòlegs a la conclusió que havien realitzat un vedat de caça important.